# 西魚津駅
西魚津駅（にしうおづえき）は、富山県魚津市住吉にある富山地方鉄道本線の駅である。駅番号はT22。

## 歴史
- 1936年（昭和11年）6月5日：富山電気鉄道の駅として開業。
- 1943年（昭和18年）1月1日：会社統合により、富山地方鉄道の駅となる。
- 1997年（平成9年）8月1日：無人駅化[1]。
- 1998年（平成10年）3月30日：ATS設置[2]。

## 駅構造
相対式ホーム2面2線を持つ地上駅。木造駅舎を有する無人駅である。
一時期宇奈月温泉駅から当駅の間で折り返す電車が設定されていたが、信号や分岐器の関係でそのまま折り返すことが出来ず、一旦越中中村方の本線部分まで引き上げて転線した上でホームへ据え付けて折り返していた。
この電車は当駅が無人駅である（車内で運賃を収受する）ため、ホームに降りてしまうと当駅より先へ乗り越す場合には一旦下車した（改札を出た）形となるため、当駅で後続電車に乗り継ぐと再度運賃が発生してしまうという変わった電車で、手前の有人駅である新魚津駅での乗り継ぎが推奨されていた。

### のりば
| のりば | 路線  | 方向 | 行先                               |
| ------ | ----- | ---- | ---------------------------------- |
| 1      | ■本線 | 下り | 電鉄魚津・電鉄黒部・宇奈月温泉方面 |
| 2      | ■本線 | 上り | 上市・寺田・稲荷町・電鉄富山方面   |

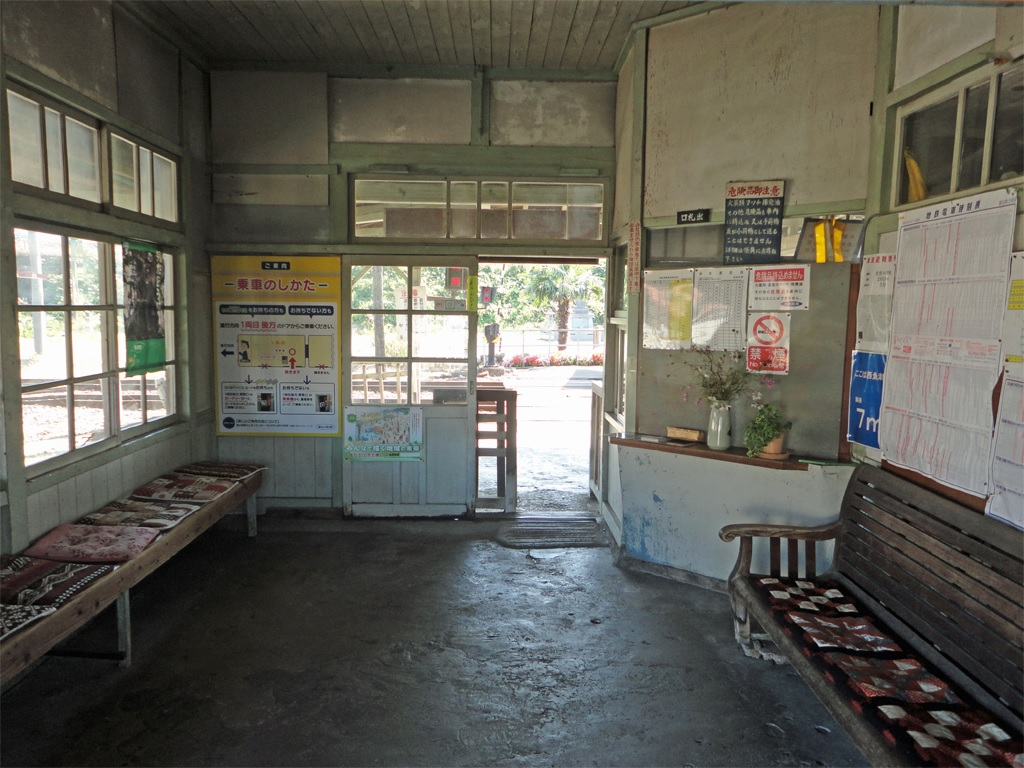
駅舎内（2018年10月）
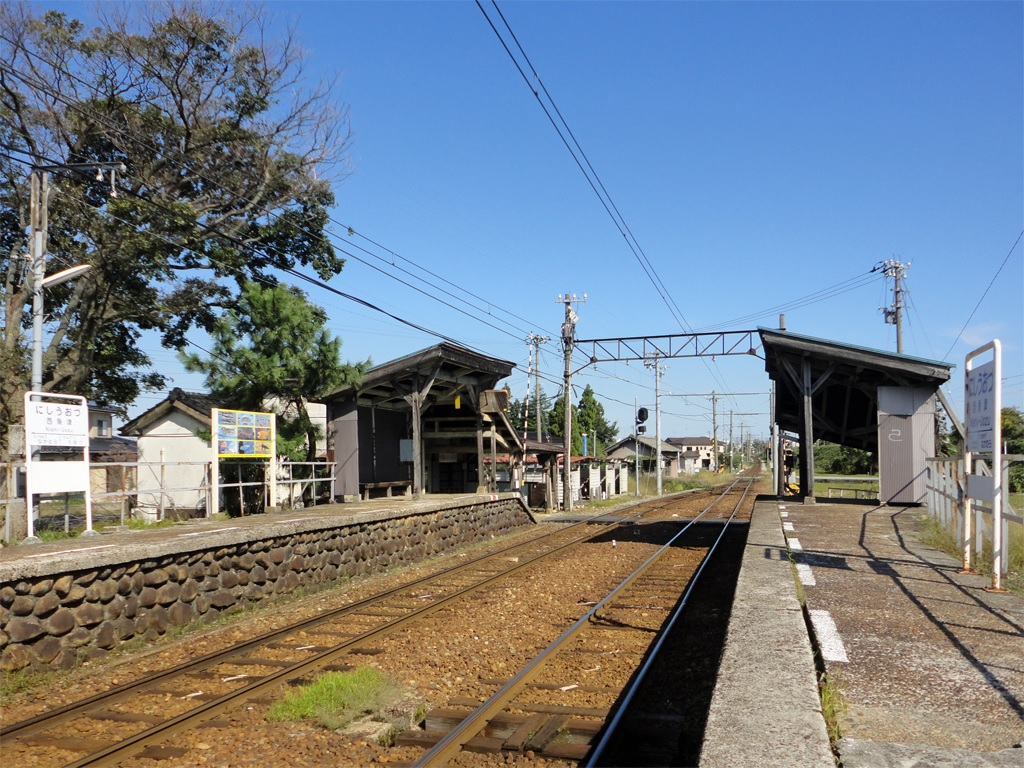
ホーム（2018年10月）

## 利用状況
「魚津市統計書」によると、2017年度の一日平均乗車人員は74人であった。なお、2010～2017年度の乗車人員は以下の通りである。
1日の平均乗降人員は以下の通りである。
| 年度   | 一日平均 乗車人員 | 一日平均 乗降人員 |
| ------ | ----------------- | ----------------- |
| 2010年 | 74                |                   |
| 2011年 | 74                | 151               |
| 2012年 | 77                | 154               |
| 2013年 | 71                | 145               |
| 2014年 | 68                | 149               |
| 2015年 | 71                | 155               |
| 2016年 | 74                | 156               |
| 2017年 | 74                | 163               |
| 2018年 |                   | 167               |

## 駅周辺
- 魚津総合公園
  - 魚津水族館
  - ミラージュランド
- 魚津市立星の杜小学校（旧魚津市立住吉小学校）
- 北陸職業能力開発大学校
- MEGAドン・キホーテUNY魚津店
- 満天の湯魚津店
- 新川文化ホール
- 魚津港南地区（魚津補助港）

## 隣の駅
富山地方鉄道
■本線
■アルペン特急
通過
■急行（上りのみ運転、当駅まで各駅に停車）
滑川駅 (T18) ← 西魚津駅 (T22) ← 電鉄魚津駅 (T23)
■普通
越中中村駅 (T21) - 西魚津駅 (T22) - 電鉄魚津駅 (T23)